# 李宏儒
李宏儒（？—？），直隶宛平县（今属北京市）人，是一名清朝地方官员。举人出身。
李宏儒曾于1746年接替王继祖任华亭县知县一职，1747年由李麟接任。